# New York Central S-Motor
S-Motor a fost denumirea dată clasei, de către New York Central, locomotivelor electrice S-1, S-2, S-2a și S-3, construite de ALCO-GE. Motoarele tip S au distincția de a fi primele locomotive electrice din lume produse în masă, pentru linii magistrale, prototipul #6000 fiind construit în 1904. Motoarele tip S aveau să deservească de sine stătătoare până în anul 1913, când mult mai puternicele motoare tip T au apărut, înlocuindu-le în cele din urmă din sarcina de a transporta pasageri pe liniile magistrale. Din acel moment, clasa S-Motor a fost repartizată curselor de navetă mai scurte și materialului rulant fără plată între Grand Central Terminal și Mott Haven. Câteva exemplare, inclusiv prototipul renumerotat ulterior #100, vor fi deservit în acest fel Penn Central în 1968, ca mai apoi să fie retrase în anii 1970, datorită scăderii traficului de pasageri pe distanțe lungi către Grand Central.

## Istorie

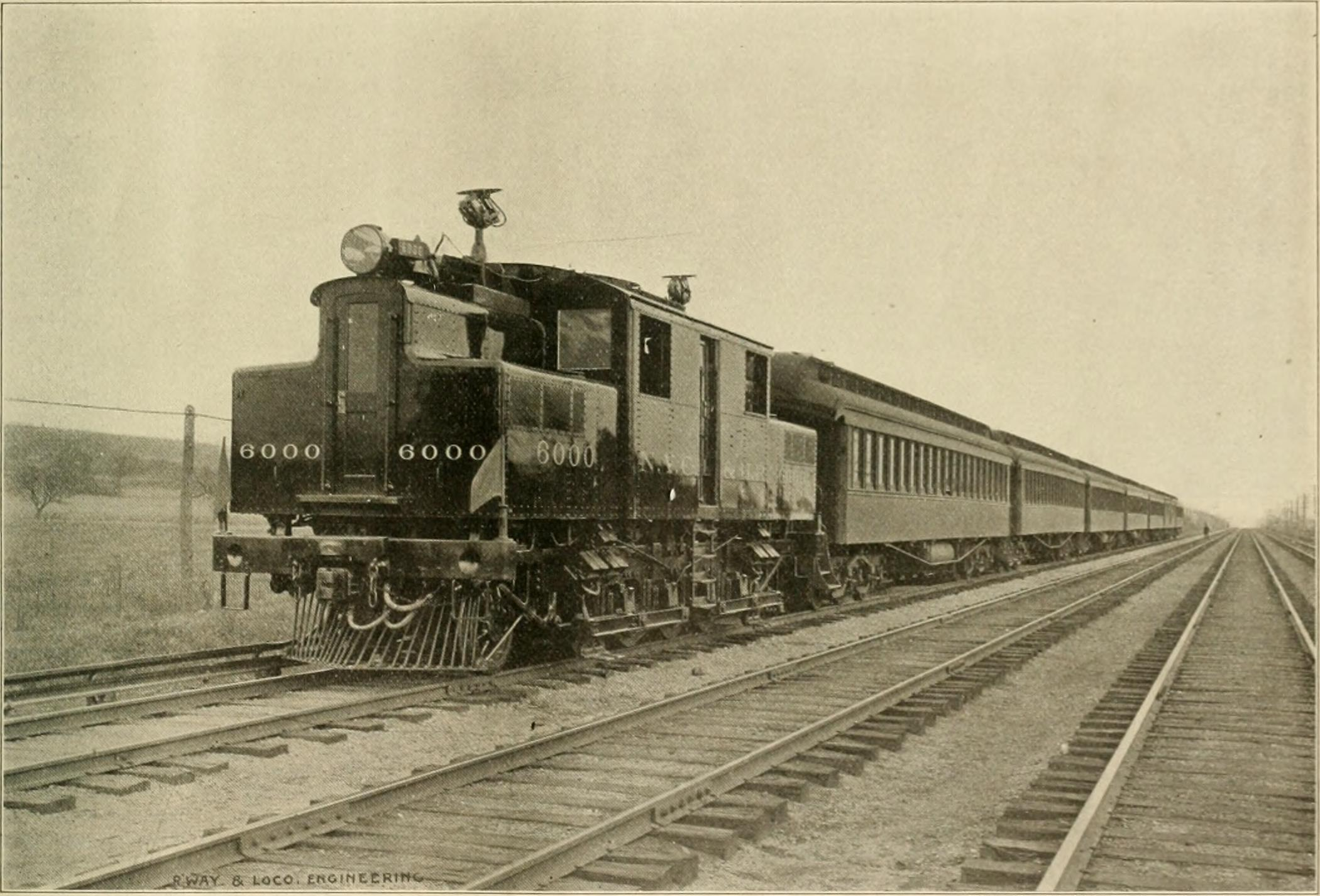
Locomotiva 6000 care transportă vagoane cu diverși oficiali feroviari, 1904

După un accident grav ce a avut loc în tunelul Park Avenue, în anul 1902, legislatura New York-ului a adoptat o lege, intrată în vigoare în anul 1908, ce interzicea locomotivele cu abur în interiorul orașului. Căile ferate au privit acest lucru drept o oportunitate si au decis să reconstruiască complet terminalul și parcul feroviar, ambele congestionate, din Midtown Manhattan. Proiectul de electrificare a făcut posibilă nu numai construcția Terminalului Grand Central în sine, dar și construcția a kilometri de șină și peroane, complet subterane, lucruri imposibil de realizat cu locomotivele cu abur.
Având deja succes cu primul proiect de electrificare al unei linii magistrale, primul din lume, în Baltimore în 1895, ALCO și General Electric au fost însărcinate cu proiectarea unei noi locomotive pentru proiect, Alco construind motorul și GE furnizând echipamentul electric. Prototipul inițial de locomotivă, livrat ca și Clasa L #6000, avea configurația 1-D-1, dotat cu 4 motoare de tracțiune, cu antrenare directa, de tip „bipolar”, motoare ce foloseau axul cardanic drept armătură a motorului. Între octombrie 1904 și iulie 1906, # 6000 a acumulat 50,000 mile (80,467 km) în testele efectuate pe o șină aflată în apropierea fabricilor Alco și GE din Schenectady, New York.
Avantajele noului tip de locomotivă erau impresionante. Avea doar jumătatea lungimii unei locomotive cu abur standard dotată cu tender și avea doar două treimi din greutatea unei locomotive standard cu abur, dar putea să furnizeze mai multă putere, mai ales la pornirea pe pante abrupte. Era capabilă de accelerare și decelerare rapidă, fiind ideală pentru numeroasele și înghesuitele stații de navetă ale liniilor Hudson și Harlem. Locomotiva nu necesita placă turnantă și putea fi mișcată în sens invers în doar câteva secunde. La finalizarea testelor, a fost plasată o comandă pentru 34 de locomotive suplimentare ce urmau să fie livrate în seria 3400 și clasificate T-2, originalul fiind reclasificat T-1.
Din nefericire, la două zile de la inaugurarea noului serviciu electric, în 1907, un tren condus de două locomotive clasa T-2, numărul 3407 și 3421, a deraiat pe o curbă a liniei Harlem, accident soldat cu 24 de morți și 140 de răniți. Investigația ulterioară a descoperit un defect de proiectare, ce viza ampatamentul lung și rigid și comportamentul lui la viteze mari. Soluția adoptată a fost modificarea întregii clase de a utiliza două boghiuri, pentru un ghidaj mai bun al locomotivei în curbe. Locomotivele deja livrate au fost modificate pentru a face loc roților suplimentare, iar locomotivele nelivrate au fost modificate din fabrică. Din nou, clasa a fost schimbată din T în S. În cele din urmă, în 1908, un lot suplimentar de 12 locomotive, clasa S-3, a fost comandat pentru a sprijini extinderea proiectului de electrificare până la North White Plains de pe linia Harlem.

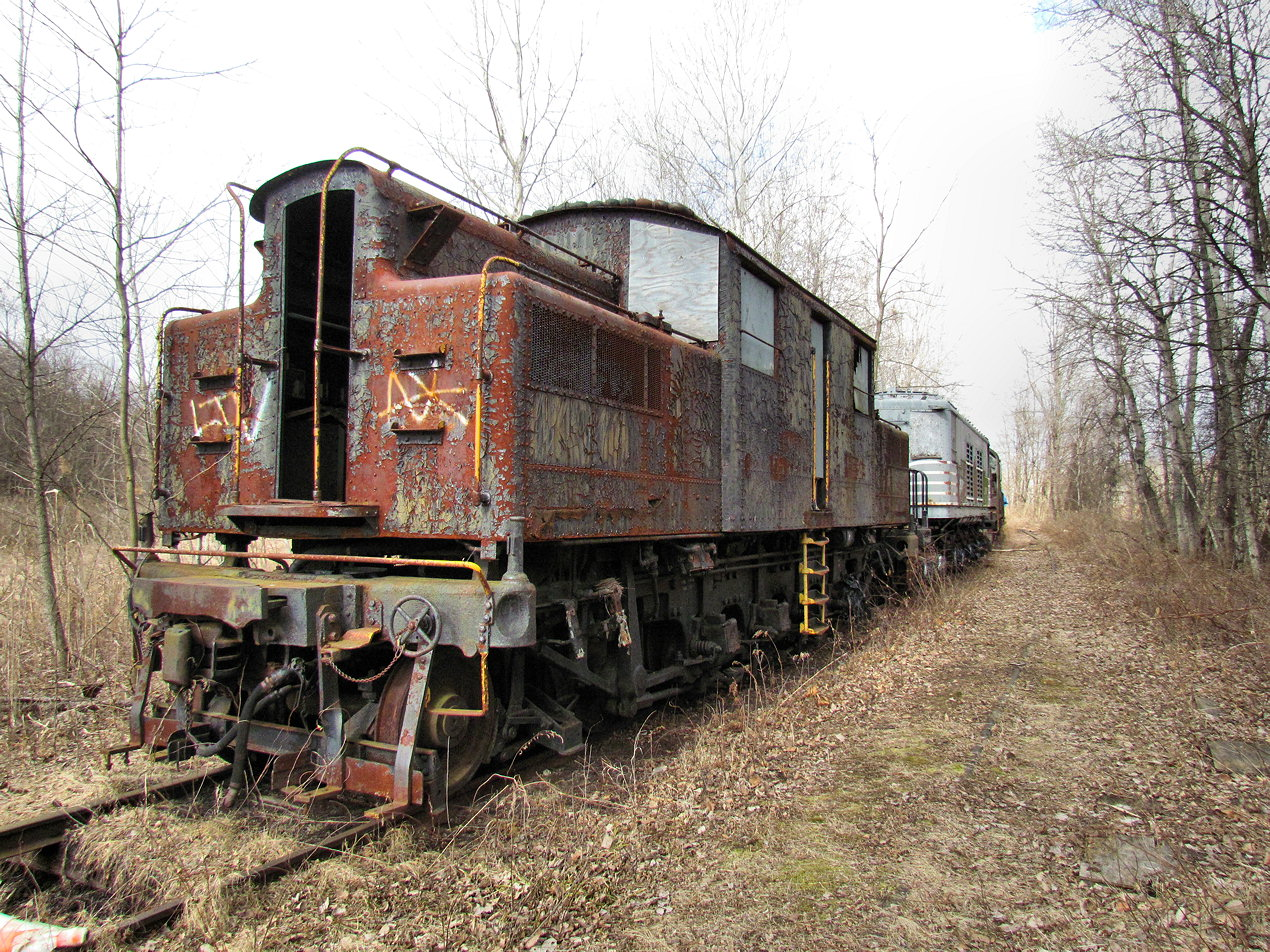
Locomotiva originală S-Motor, inițial nr. 6000, așteptând să fie restaurată la sud de Albany, NY în 2012.

Cu toată greutatea împărțită între osiile motorizate și cele nemotorizate, motoarele S nu au fost niciodată complet satisfăcătoare la remorcarea trenurilor lungi și grele la viteze mari. Accidentul din 1907 nu a făcut decât să înrăutățească lucrurile, fiind adăugate locomotivei osii suplimentare nemotorizate și impunerea unor noi restricții de viteză. În cele din urmă, în 1913, a apărut noua clasă de motoare T, înlocuind motoarele S din serviciul de primă linie. În următorii 60 de ani, motoarele S au fost repartizate trenurilor de navetiști pe rute locale scurte și mutarea de echipament între Grand Central și parcul feroviar din Mott Haven. Ulterior, au fost renumerotate în seria 1100 și în cele din urmă în seria 100, câteva locomotive supraviețuind fuziunii Penn Central. Datorită noului și puternicului electro-diesel FL-9 al New Haven ce preluase cu brio sarcina trenurilor scurte de navetă și reducerea drastică a trenurilor de pasageri pentru distanțe lungi, ce foloseau parcul feroviar Mott Haven, a dus în cele din urmă la stoparea și acestor activități nișate. Ultima lor atribuire a fost serviciul de schimbare în parcurile subterane ale Grand Central Terminal. Ultimul motor S, #115, a fost în cele din urmă retras din serviciul de navetă al Conrail în 1981, după 75 de ani în serviciu, fiind înlocuit cu locomotive electrice GE E-10 achiziționate la mâna a doua de la Niagara Junction Railroad după ce Conrail a preluat controlul operațiunii.
S-au păstrat trei S-Motors, inclusiv prototipul #100. Două se află în muzee, #113 la Muzeul Național al Transporturilor și #115 la Muzeul Căilor Ferate din Illinois ; cu toate acestea, # 100, deținut de NRHS, filiala a Mohawk și Hudson, este depozitat afară, pe un pinten de șină abandonat în Glenmont, New York, așteptând fonduri pentru restaurare. Locomotiva a fost recent asigurată pentru transport către Muzeul Feroviar Danbury din Danbury, Connecticut. 